# 안상우
안상우(1976년 11월 25일 ~ )는 대한민국의 배우이다.

## 출연작

### 드라마
- 《청담동 살아요》 (2011년, JTBC)
- 《우리가 결혼할 수 있을까》 (2012년, JTBC) - 영민의 남자친구 역
- 《시트콩 로얄빌라》 (2013년, JTBC) - 이대리 역
- 《감격시대: 투신의 탄생》 (2014년, KBS 2TV)
- 《꽃할배 수사대》 (2014년, tvN) - 동네 청년회 일원 역
- 《송곳》 (2015년, JTBC) - 윤과장 역
- 《욱씨남정기》 (2016년, JTBC)
- 《낭만닥터 김사부》 (2016년, SBS)
- 《개인주의자 지영씨》 (2017년, KBS 2TV)
- 《슬기로운 감빵생활》 (2017년, tvN) - 김용철 교도소장 역
- 《시크릿 마더》 (2018년, SBS) - 윤승수 역
- 《여우각시별》 (2018년, SBS) - 공승철 역
- 《특별근로감독관 조장풍》 (2019년, MBC) - 황두식 역
- 《유령을 잡아라!》 (2019년, tvN) - 전원출 역
- 《포레스트》 (2020년, KBS 2TV) - 박진만 역
- 《여신강림》 (2020년, tvN) - 학년주임 선생님 역
- 《라켓소년단》 (2021년, SBS) - 노 사장 역
- 《멜랑꼴리아》 (2021년, tvN) - 한명진 역
- 《지금부터, 쇼타임!》 (2022년, MBC) - 이중구 역
- 《조선 정신과 의사 유세풍》 (2022년, tvN) - 양반집 김씨 역 (특별출연)
- 《모범택시 2》 (2023년, SBS) - 옥주만 역 (7~8회)
- 《이 연애는 불가항력》 (2023년, JTBC) - 나중범 역
- 《선재 업고 튀어》 (2024년, tvN) - 김 대표 역
- 《낮과 밤이 다른 그녀》 (2024년, JTBC) - 도편강 역
- 《아무도 없는 숲속에서》 (2024년, Netflix) - 최정우 역
- 《강력하진 않지만 매력적인 강력반》 (2024년, Disney+) - 정진규 역

### 영화
- 《런닝맨》 (2013년)
- 《배우는 배우다》 (2013년)
- 《소수의견》 (2015년) - 문희성 역
- 《대호》 (2015년) - 안포수 역
- 《덕혜옹주》 (2016년) - 순종 역
- 《가려진 시간》 (2016년) - 상철 부 역

### 연극
- 《짐라와 솔레》
- 《소월》
- 《캘리포니아》
- 《세월이 가면》
- 《햄릿 분신놀이》
- 《용서를 넘어선 사랑》
- 《미스터 로비》 (2007년)
- 《THE 죽이는 이야기》 (2008년)
- 《사람을 찾습니다》 (2009년)
- 《소심한 가족 ZERO》 (2011년)